# Черемшанка (приток Ягылъяха)
Черемшанка — река в Тарском районе Омской области России. Устье реки находится в 343 км по левому берегу реки Ягылъях. Длина реки составляет 14 км.

## Данные водного реестра
По данным государственного водного реестра России относится к Верхнеобскому бассейновому округу, водохозяйственный участок реки — Васюган, речной подбассейн реки — Васюган. Речной бассейн реки — (Верхняя) Обь до впадения Иртыша.